# Wiesenschmuckzikade
Die Wiesenschmuckzikade (Evacanthus interruptus), auch Gelbschwarze Schmuckzikade genannt, ist eine Rundkopfzikade aus der Familie der Zwergzikaden (Cicadellidae) innerhalb der Ordnung der Schnabelkerfe (Hemiptera). Die Insekten sind variabel gelb-schwarz gezeichnet, wobei die Dunkelzeichnung zuweilen ganz fehlt. Sie sind in Feuchtwiesen oft sehr zahlreich und auffällig.

## Verbreitung und Lebensraum
Die Wiesenschmuckzikade weist eine paläarktische Verbreitung auf, sie kommt von Europa bis Sibirien, im Süden bis nach Nordafrika vor. Sie besiedelt vor allem feuchte und nährstoffreiche Wiesen (Kohldistelwiesen), aber auch Bergwiesen in den Alpen bis über 2000 m Höhe. Ferner ist sie in Erlenbrüchen zu finden, gelegentlich auch an Kalkhängen.

## Merkmale
Die Insekten sind gold- bis orangegold gefärbt, mit einer variablen Dunkelzeichnung, die bisweilen ganz fehlt. Die Dunkelzeichnung erscheint oft in Form von dunklen Längsbinden auf den Vorderflügeln, die sich auf dem Hinterleib bei kurzflügeligen Formen fortsetzen. Zum Teil sind die Tiere mehr oder weniger stark glänzend. Sie erreichen Körperlängen zwischen 5 und 7 Millimeter, wobei die Weibchen deutlich größer werden als die Männchen. Sie sind langflügelig (makropter), zum Teil auch kurzflüglig (brachypter); dabei ist der Hinterleib nur teilweise von den Vorderflügeln bedeckt. Die Fühler sind kurz und bestehen aus zwei kräftigen Grundgliedern und einer dünnen Geißel.

## Lebensweise
Die Tiere ernähren sich von Pflanzensäften, die sie mit ihren speziell gebauten, stechend-saugenden Mundwerkzeugen aufnehmen. Sie sind polyphag, das heißt, sie nutzen eine Vielzahl verschiedener, vorwiegend aber hochwüchsiger Pflanzenarten als Nahrung. Sie nutzen den in der Pflanze aufsteigenden Xylem-Saft bevorzugt von Korbblütlern (Asteraceae) wie Wasserdost (Eupatorium), Kratzdisteln (Cirsium), Pestwurzen (Petasites) oder Greiskräuter (Senecio). Ferner besaugen sie Brennnesseln (Urtica), Taubnesseln (Lamium) und Weidenröschen (Epilobium).
Die Wiesenschmuckzikaden sind hemimetabol, die Entwicklung der Larven verläuft direkt. Sie und die erwachsenen Tiere besitzen prinzipiell dieselbe Körperstruktur. Mit zunehmendem Alter bilden und vergrößern sich die Anlagen für die Flügel und Genitalarmatur. Die Tiere durchlaufen fünf Larvenstadien. Sie bilden in Zentraleuropa eine Generationen im Jahr (univoltin) und überwintern im Eistadium. Erwachsene Tiere erscheinen in Mitteleuropa ab Mitte Juni, man findet sie etwa bis Mitte Oktober.